# Јован Обреновић
Јован Теодоровић Обреновић (Горња Добриња, 1786. – Сремски Карловци, 22. јануар/3. фебруар 1850) познатији и као Господар Јован, био је генерал-дивизијар, командант Моравско-подринске војне команде, гувернер дистрикта рудничког и пожешког. Био је рођени млађи брат кнеза Милоша Обреновића и Јеврема Обреновића.

## Биографија
Рођен је у Средњој Добрињи (код Ужица) 1786. године од мајке Вишње и оца Тодора Михаиловића. Учествовао је на Састанку у Такову и подизању Другог српског устанка, као и у Бици на Љубићу 1815. године, у којој је био на челу војног реда. Након завршетка устанка био је на челу Рудничке, а касније и Пожешке нахије. Учествовао је у гушењу Ђакове буне 1825. године. Био је један од старешина устаничких трупа смештених у селу Белица надомак Јагодине.
Његов писар у Брусници био је Нићифор Нинковић почев од 1828. године.
Године 1814. оженио се Круном Михаиловић (преминулом 18. јануара 1835) и са њом је имао сина Обрена (1818 – 1826) и кћи Јелисавету - Савку (1828 – 1834).
У други брак ступио је 1836. године са Аном Јоксић (1818 – 1880) и са њом је имао две ћерке – Анастасију - Стану (1839 – 1933) и Ермилу (1844 – 1918). Анастасија се 1858. удала за Теодора Алексића од Мајне (1825 – 1891). Ермила се 1860. удала за Николу Чупићаа а 1867. за Тихомиља Тешу Николића (1832 – 1886).
Господар Јован је живео у селу Пешти све до 1834. године када се преселио у Чачак где је постао начелник тамошњег округа. У Чачку је кратко живео. Тамо је постао и ктитор. Осим што је заслужан за обнављање старе Страцимирове задужбине, надлежан је био и за обнављање Цркве Вазнесења Господњег у Чачку. У том граду је подигао и Храм Светог Ђорђа 1820, Цркву Вазнесења Христовог на месту некадашње Богородице Градачке 1834. и Цркву Светог Николе у Брусници 1836/1837. године.
По њему је названа неуспешна Јованова буна из 1839. године чији је циљ био да поврати на престо кнеза Милоша. Пропаст буне довела је до тога да Јован буде осуђен на десет година заточења. Касније је казна измењена у три године кућног притвора у Београду.
После Вучићеве буне из 1842. године прешао је у Аустрију.
Умро је 22. јануара/3. фебруара 1850. године у Сремским Карловцима у изгнанству.
У његовом конаку у Чачку из 1835. године смештена је стална поставка Народног музеја Чачак.
Гроб му се налази на Успенском гробљу у Новом Саду.

## Породично стабло
|  |                      |  |  |  |  |  |  |  |  |  |  |  |  |  |  |  |
|  | 2. Теодор Михаиловић |  |  |  |  |  |  |  |  |  |  |  |  |  |  |  |
|  |                      |  |  |  |  |  |  |  |  |  |  |  |  |  |  |  |
|  |                      |  |  |  |  |  |  |  |  |  |  |  |  |  |  |  |
|  | 1. Јован Обреновић   |  |  |  |  |  |  |  |  |  |  |  |  |  |  |  |
|  |                      |  |  |  |  |  |  |  |  |  |  |  |  |  |  |  |
|  |                      |  |  |  |  |  |  |  |  |  |  |  |  |  |  |  |
|  | 3. Вишња Урошевић    |  |  |  |  |  |  |  |  |  |  |  |  |  |  |  |
|  |                      |  |  |  |  |  |  |  |  |  |  |  |  |  |  |  |
|  |                      |  |  |  |  |  |  |  |  |  |  |  |  |  |  |  |

## Породица

### Први брак

#### Супружник
| име              | слика | датум рођења | датум смрти      |
| ---------------- | ----- | ------------ | ---------------- |
| Круна Михаиловић |       |              | 18. јануар 1835. |

#### Деца
| име             | слика | датум рођења     | датум смрти      | супружник         |
| --------------- | ----- | ---------------- | ---------------- | ----------------- |
| Обрен Обреновић |       | 1818.            | 1826.            | умро у детињству  |
| Савка Обреновић |       | 1. октобар 1828. | 5. октобар 1834. | умрла у детињству |

### Други брак

#### Супружник
| име        | слика | датум рођења   | датум смрти   |
| ---------- | ----- | -------------- | ------------- |
| Ана Јоксић |       | 14. март 1818. | 21. јун 1880. |

#### Деца
| име                  | слика | датум рођења      | датум смрти       | супружник                     |
| -------------------- | ----- | ----------------- | ----------------- | ----------------------------- |
| Анастасија Обреновић |       | 9. новембар 1839. | 27. фебруар 1933. | Тодор Алексић од Мајне        |
| Ермила Обреновић     |       | 3. фебруар 1844.  | јун 1918.         | Никола Чупић; Тихомиљ Николић |